# Skórnik aksamitny

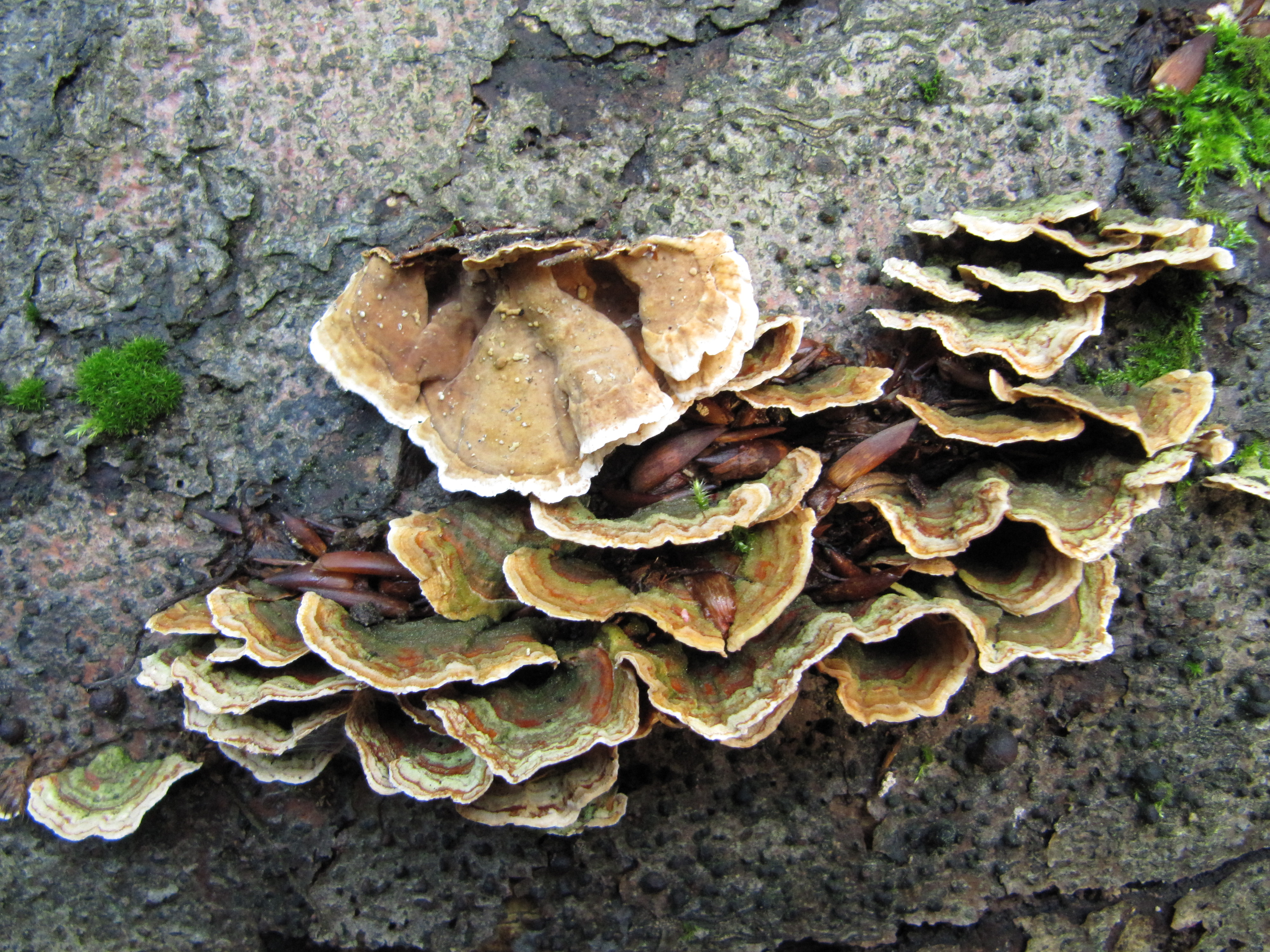
Skórnik aksamitny

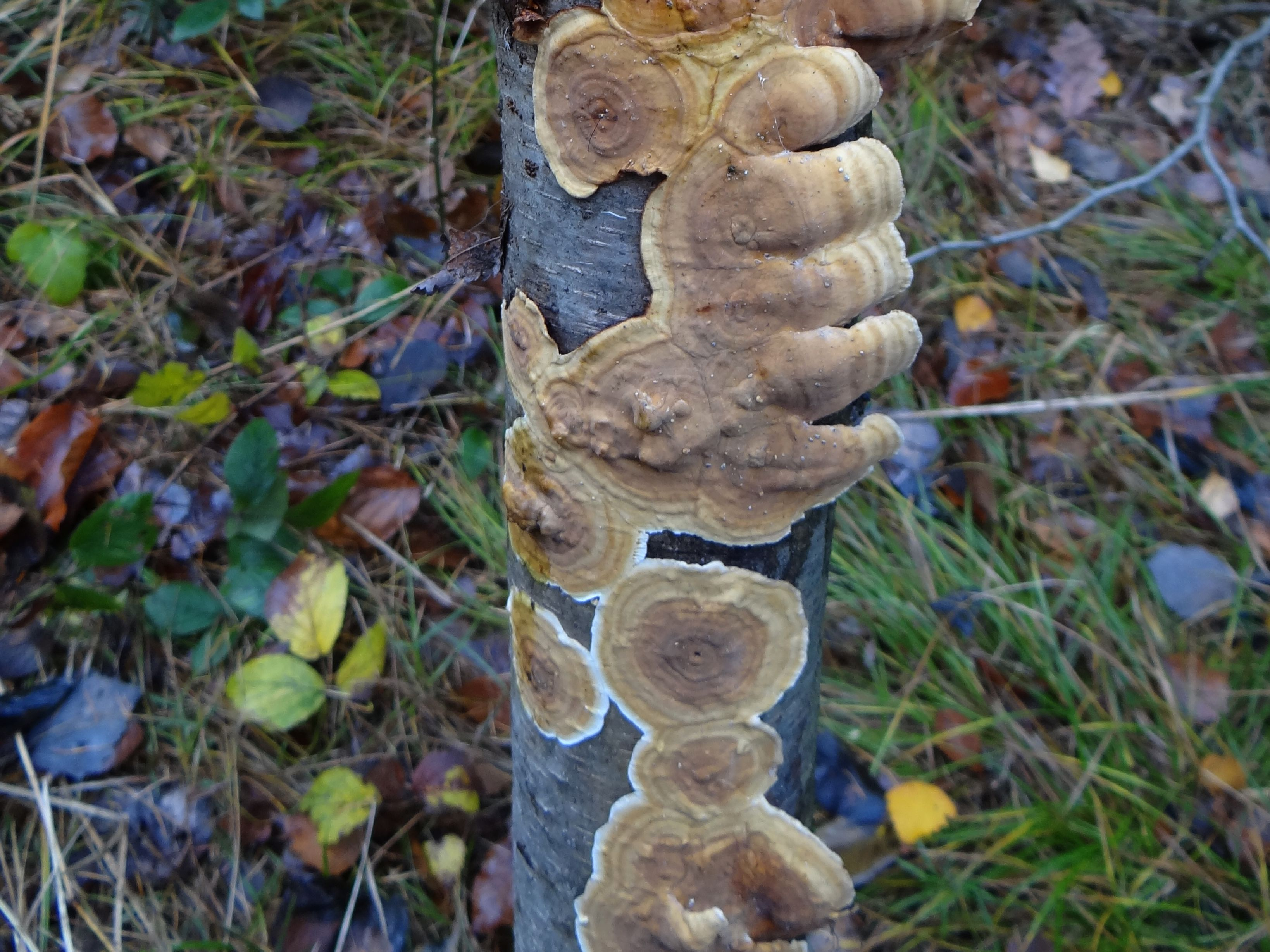
Skórnik aksamitny na pniu brzozy

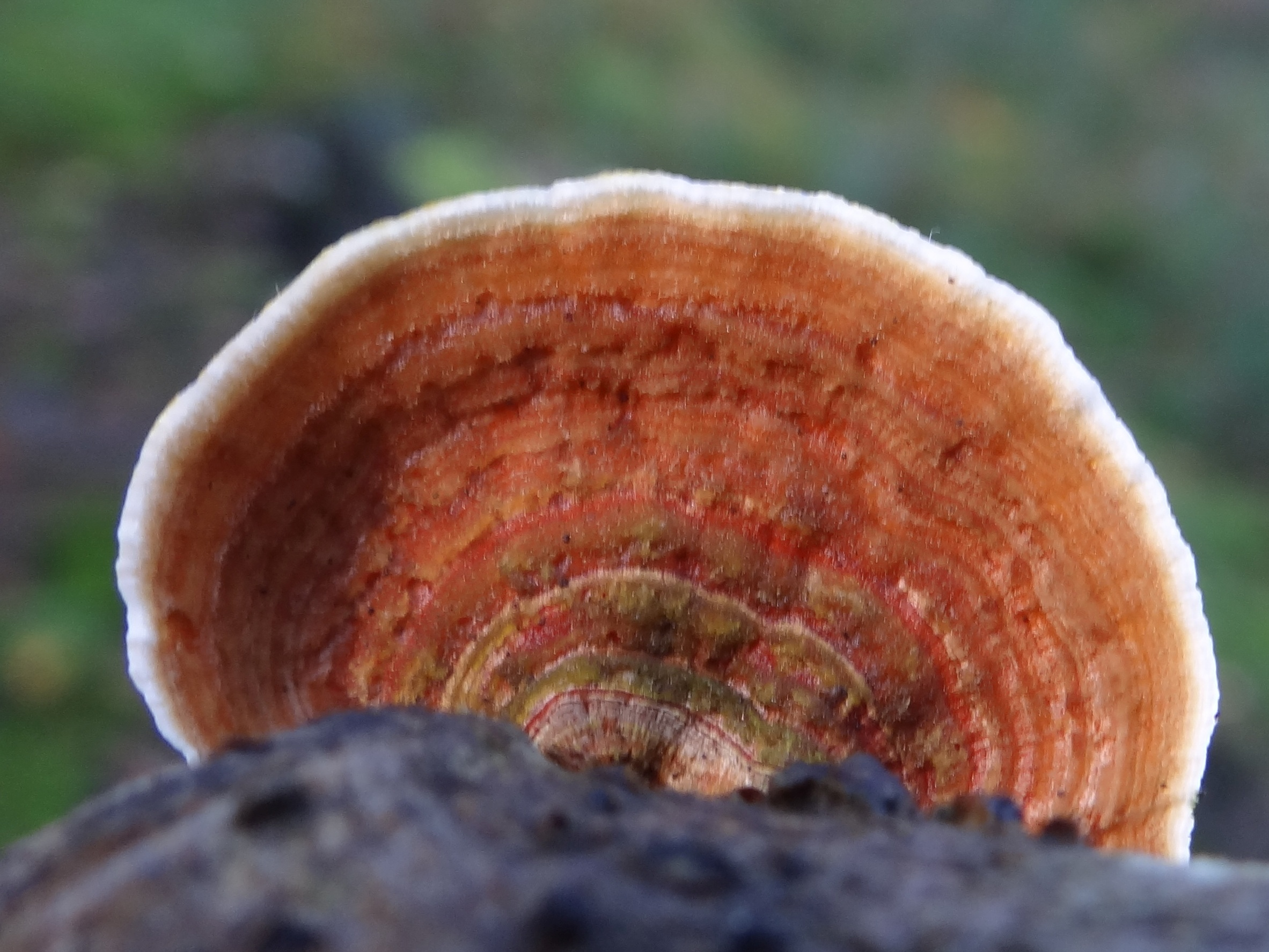

Skórnik aksamitny (Stereum subtomentosum Pouzar) – gatunek grzybów, należący do rodziny skórnikowatych (Stereaceae)

## Systematyka i nazewnictwo
Pozycja w klasyfikacji według Index Fungorum: Stereum, Stereaceae, Russulales, Incertae sedis, Agaricomycetes, Agaricomycotina, Basidiomycota, Fungi.
Synonimy:
- Stereum arcticum (Fr.) Mussat 1901
- Stereum ochroleucum subsp. arcticum Fr.[2]

Nazwę polską podali Barbara Gumińska i Władysław Wojewoda w 1983 r., dawniej w polskim piśmiennictwie mykologicznym gatunek ten opisywany był też jako skórnik pilśniowaty.

## Morfologia
Owocnik
Początkowo cienki, okrągły lub lejkowaty i przywierający do podłoża, potem z podłożem związany jest tylko bokiem lub trzonowatą nasadą, zaś część owocnika o wachlarzowatym lub łopatkowatym kształcie jest wolna i tworzy cienki, niewielki kapelusz. Zazwyczaj występuje gromadnie i wówczas kapelusze sąsiednich owocników zachodzą dachówkowato na siebie lub rosną w rzędach. Pojedynczy kapelusz osiąga szerokość 1–5 (wyjątkowo do 10 cm) i grubość 0,5–1,2 mm. Powierzchnia jest aksamitna lub filcowata i koncentrycznie strefowana, przy czym strefy często są różnobarwne. Strefy są bezwłose, w kolorze drewnobrunatnym. Górna powierzchnia ma kolor żółtawoszary, orzechowy lub ochrowy, rzadko kasztanowobrunatny. Starsze okazy zmieniają kolor na szary. U młodych owocników brzeg kapelusza jest jedwabiście włóknisty, ale nie filcowaty. Na przekroju poprzecznym pod skórką kapelusza widoczna jest żółtobrunatna linia o grubości ok. 0,1 mm.
Powierzchnia hymenialna
Gładka, czasami tylko nieznacznie guzkowata, na brzegach często promieniście żyłkowana (szczególnie na młodych owocnikach). Kolor od bladobeżowego przez ochrowy do bladokawowego. Brzeg początkowo biały, później brudnożółty, bladoochrowy, pomarańczowy, brudnobrunatny, a nawet szary. Uszkodzone miejsca natychmiast żółkną, a później brunatnieją.
Cechy mikroskopijne
Strzępki w filcowatej warstwie zewnętrznej luźno splątane, o szerokości 4–5 μm, grubościenne, z przegrodami, bez sprzążek, nierozgałęzione. W korteksie strzępki są zglutynizowane. W warstwie kontekstu strzępki ułożone poziomo, gęsto splątane, dwóch rodzajów; cienkościenne o szerokości 2–2,5 μm, rozgałęzione z przegrodami i bez sprzążek, oraz grubościenne (czasami o ścianach zajmujących niemal całą ich objętość), nierozgałęzione, o szerokości 4–6 μm i bez sprzążek. Te drugie czasami posiadają ziarnistą zawartość i wrastają aż do hymenium, gdzie zakończone są pseudocystydami. Pseudocystydy mają szeerokość 5–10 μm, są lancetowate lub cylindryczne z zaokrąglonym wierzchołkiem lub robakowatym wyrostkiem, bezbarwne, lub żółtawe. Akutocystydy podobnie jak podstawki powstają z cienkościennych strzępek. Są lancetowate z wyrostkiem na szczycie, mają długość 35–40 μm, szerokość 4–510 μm. Podstawki 4-sterygmowe, maczugowate, o rozmiarach 25–40 × 4–6 μm. Zarodniki o kształcie od wąsko elipsoidalnego do cylindrycznego, często nieco wygięte, cienkościenne, amyloidalne, gładkie, o rozmiarach 5,5–7,5 × 2,2–3 μm.
Gatunki podobne
Podobny jest skórnik szorstki (Stereum hirsutum). Dobrym sposobem na odróżnienie tych gatunków jest obserwacja ich owocników po uszkodzeniu – skórnik aksamitny żółknie, s. szorstki nie zmienia barwy.

## Występowanie i siedlisko
Na półkuli północnej jest szeroko rozprzestrzeniony. Na półkuli południowej znane jest jego występowanie tylko w Republice Południowej Afryki. Dawniej w Polsce był rzadki. Gumińska i Wojewoda podają, że występował tylko w pozostałościach naturalnych lasów, np. w Karpatach, w Puszczy Białowieskiej, Puszczy Augustowskiej i na Kujawach. Jednak w ostatnich kilkudziesięciu latach jego liczebność w Europie wyraźnie wzrosła. W piśmiennictwie naukowym na terenie Polski podano kilkadziesiąt jego stanowisk.
Nadrzewny grzyb saprotroficzny. Rośnie na martwym, leżącym na ziemi drewnie drzew liściastych. W Polsce podano jego występowanie na drewnie olszy szarej, olszy czarnej, brzozy brodawkowatej, buka pospolitego, topoli osiki, grabów, dębów.